# 人生切割術
《人生切割術》（英語：Severance）是一部美國驚悚類型的網路影集，由丹·埃里克森（Dan Erickson）開創，班·史提勒執導，亞當·史考特和派翠西亞·艾奎特領銜出演。影集於2022年2月18日在蘋果公司的線上串流媒體平台Apple TV+首播。
2022年4月，宣佈續訂第二季。由於美國編劇協會的2023年罷工，第二季的發行將推遲至2025年1月17日。2025年3月21日續訂第三季。

## 劇情
在美国的虚构城市基尔市坐落着一家超级大公司卢蒙工業（Lumon Industries）。该公司开发出一种俗称“分离”（Severance）的记忆分割手术，在内部对员工进行试验。接受手术的员工拥有两种独立的记忆：他们在上班时会忘记外面的一切日常生活与身份，只接受公司严格管理并为其工作；当下班时，员工会恢复日常生活的记忆，对公司内的工作事务一概不知。
该剧以卢蒙工業的一位职工马克为主角，他与同事迪倫、歐文均接受分离手术，在宏观数据精检部门工作。此时部门因前同事彼得的突然离职而迎来新人海莉，但她的到来打破了该部门乃至公司的正常秩序。在之后发生的一系列事件中，两个身份的马克都逐渐对卢蒙工業产生怀疑，并各自发现这家公司背后的秘密。

## 演員
- 亞當·史考特 飾演 馬克（Mark）
- 布麗特·洛薇爾 飾演 海莉（Helly）
- 詹·塔洛克（英语：Jen Tullock） 飾演 德文（Devon）
- 扎克·切利（英语：Zach Cherry） 飾演 迪倫（Dylan）
- 特拉梅爾·蒂爾曼（英语：Tramell Tillman） 飾演 米爾奇克（Milchick）
- 約翰·特托羅 飾演 歐文（Irving）
- 克里斯多夫·華肯 飾演 伯特（Burt）
- 派翠西亞·艾奎特 飾演 哈莫妮·柯貝爾（Harmony Cobel）

## 製作

### 開發
2019年11月，Apple TV+給予影集整季預訂，班·史提勒確定擔任導演。

### 選角
2019年11月，隨著影集開發製作，亞當·史考特確定領銜出演男主角馬克。2020年1月，派翠西亞·艾奎特確定出演馬克的上司，布麗特·洛薇爾、詹·塔洛克和扎克·切利參演影集。2月，特拉梅爾·蒂爾曼加入劇組。11月，約翰·特托羅和克里斯多夫·華肯確定出演影集。

### 拍攝
2020年10月，主體拍攝於紐約開機，工作標題為塔姆沃特（Tumwater）。

## 發行
《人生切割術》於2022年2月18日在蘋果公司的線上串流媒體平台Apple TV+首播。

## 集數
| 季數 | 集数 | 集数 | 上線日期      | 上線日期      |
| 季數 | 集数 | 集数 | 首映          | 季终          |
| ---- | ---- | ---- | ------------- | ------------- |
| 1    | 9    | 9    | 2022年2月18日 | 2022年4月8日  |
| 2    | 10   | 10   | 2025年1月17日 | 2025年3月21日 |

| 集數 | 標題                   | 導演          | 編劇               | 上線日期      |
| ---- | ---------------------- | ------------- | ------------------ | ------------- |
| 1    | 地獄裡的好消息         | Ben Stiller   | Dan Erickson       | 2022年2月18日 |
| 2    | 半環路                 | Ben Stiller   | Dan Erickson       | 2022年2月18日 |
| 3    | 永恆                   | Ben Stiller   | Andrew Colville    | 2022年2月25日 |
| 4    | 現在的你               | Aoife McArdle | Kari Drake         | 2022年3月4日  |
| 5    | 光學與設計部的殘酷惡行 | Aoife McArdle | Anna Ouyang Moench | 2022年3月11日 |
| 6    | 躲貓貓                 | Aoife McArdle | Amanda Overton     | 2022年3月18日 |
| 7    | 挑釁的爵士樂           | Ben Stiller   | Helen Leigh        | 2022年3月25日 |
| 8    | 晚餐吃什麽？           | Ben Stiller   | Chris Black        | 2022年4月1日  |
| 9    | 現在的我們             | Ben Stiller   | Dan Erickson       | 2022年4月8日  |

## 資料來源
1. ↑  , 2025-03-22  [2025-03-22] （英语）
2. ↑  . Apple TV+ Press.   [2025-03-22] （美国英语）.
3. 1 2  White, Peter. . Deadline Hollywood. 2019-11-08  [2020-11-02]. （原始内容存档于2020-10-06） （美国英语）.
4. ↑  Andreeva, Nellie. . Deadline Hollywood. 2020-01-06  [2020-11-03]. （原始内容存档于2020-09-24） （美国英语）.
5. ↑  Andreeva, Nellie; Petski, Denise. . Deadline Hollywood. 2020-01-20  [2020-11-03]. （原始内容存档于2020-07-21） （美国英语）.
6. ↑  Petski, Denise. . Deadline Hollywood. 2020-01-31  [2020-11-03]. （原始内容存档于2020-06-06） （美国英语）.
7. ↑  Petski, Denise. . Deadline Hollywood. 2020-02-26  [2020-11-03]. （原始内容存档于2020-08-09） （美国英语）.
8. ↑  Petski, Denise. . Deadline Hollywood. 2020-10-30  [2020-11-03]. （原始内容存档于2020-11-01） （美国英语）.
9. ↑  Petski, Denise. . Deadline Hollywood. 2020-11-02  [2020-11-03]. （原始内容存档于2021-12-16） （美国英语）.
10. ↑  . Project Casting. 2020-10-29  [2020-11-03]. （原始内容存档于2020-11-01） （美国英语）.
11. ↑  Mboho, Edidiong. . Collider. 2021-12-16  [2021-12-16]. （原始内容存档于2021-12-16） （美国英语）.
12. ↑  . The Futon Critic.   [December 18, 2021].

## 外部連結
- 互联网电影数据库（IMDb）上《人生切割術》的资料（英文）
- 豆瓣电影上《人生切割術》的資料 （简体中文）